# Dillinger & Young Gotti
Dillinger & Young Gotti – drugi studyjny album hip-hopowego zespołu Tha Dogg Pound. Został wydany 1 maja 2001 roku nakładem niezależnej wytwórni Gangsta Advisory. Zadebiutował na 124. miejscu amerykańskiej listy sprzedaży Billboard 200 i na 2. notowania Independent Albums.

## Lista utworów
1. Intro (Dillinger & Young Gotti)
2. Dipp Wit Me (featuring RBX)
3. We Livin Gangsta Like (featuring Xzibit)
4. Coastin'
5. We About to Get Fucc'd Up
6. Gitta Strippin'
7. Work Dat P*ssy
8. Party at My House
9. You're Jus a B.I.T.C.H.
10. Treat Her Like a Lady
11. At Night
12. Best Run (featuring Beanie Sigel & Roscoe)
13. Sh*t Happenz
14. My Heart Don't Pump No Tear (featuring Slip Capone)
15. There's Someway Out
16. Here We Are/Go Killem
17. I'ma Gangsta
18. How Many?
19. C-Walkin' Cha Cha Cha
20. DPG
21. Dillinger & Young Gotti (Outro)